# چزیو
چزیو (به ایتالیایی: Cesio) یک کومونه در ایتالیا است که در استان ایمپریا واقع شده‌است.

## خصوصیات
چزیو ۸٫۹ کیلومترمربع مساحت و ۲۷۵ نفر جمعیت دارد.